# 高知県司法書士会
高知県司法書士会（こうちけんしほうしょしかい）は、日本に50法人ある司法書士会のひとつである。

## 概要
日本に50法人ある司法書士会のひとつで伊藤真が会長を務めている。現在、117名の司法書士が所属している。

## 支部
- 中央支部
- 東支部
- 中東支部
- 中西支部
- 西支部

## 面談による無料法律相談
- 高知県司法書士会総合相談センター

## 所在地
高知県高知市越前町2丁目6-25